# Талды (приток Чилика)
Талды́ (устар. Талды-булак; каз. Талды) — река в Казахстане, течёт по территории Кегенского района на юго-востоке Алматинской области. Правый приток среднего течения Чилика.
Длина реки составляет 24 км или, согласно другим данным, 27 км. Площадь водосборного бассейна — 118 км².
Талды начинается с высоты 3449 м над уровнем моря, вытекая из озера на хребте Кунгей-Алатау. В верхней половине течёт в основном на север, в нижней — на северо-восток, около устья поворачивает на север. Впадает в Чилик по правому берегу в 136 км от его устья, между перевалом Бота-Мойкак и селом Курмети, напротив западной оконечности хребта Акшолак.